# Archilochus
Archilochus – rodzaj ptaków z podrodziny kolibrów (Trochilinae) w rodzinie kolibrowatych (Trochilidae).

## Zasięg występowania
Rodzaj obejmuje gatunki występujące w Stanach Zjednoczonych, Meksyku, Belize, Gwatemali, Salwadorze, Hondurasie, Nikaragui, Kostaryce i Panamie.

## Morfologia
Długość ciała 9–10 cm; masa ciała samców 2,7–4,3 g, samic 2,8–4,7 g.

## Systematyka

### Etymologia
- Colubris: hiszpańska nazwa Colibri dla kolibra[5].
- Archilochus: Archiloch, starożytny poeta grecki. Archilochus to jeden z licznych rodzajów kolibrów, odkrytych przez Reichenbacha w 1854, upamiętniających klasycznych twórców – po precedensach ustanowionych przez Linneusza, Brissona i innych osiemnastowiecznych autorów nadających nazwy rodzajowe związane z klasyką i mitologią, aby wyrazić pokrewieństwo między grupami gatunków w dużych, niepraktycznych taksonach[6].

### Podział systematyczny
Do rodzaju należą następujące gatunki:
- Archilochus alexandri (Bourcier & Mulsant, 1846) – koliberek czarnobrody
- Archilochus colubris (Linnaeus, 1758) – koliberek rubinobrody.